# Richard Sheldon
Richard "Dick" Sheldon (Rutland, 9 de julho de 1878 — Nova York, 23 de janeiro de 1935) foi um atleta e campeão olímpico norte-americano, especialista em provas de campo.
Atleta eclético que jogou futebol americano pela Universidade de Yale, Dick Sheldon foi campeão de arremesso de peso e lançamento do martelo em campeonatos amadores nacionais americanos nos anos imediatamente anteriores aos Jogos Olímpicos de Paris 1900. Em 1899, estabeleceu um recorde mundial (37,27 m) para o lançamento do disco durante o campeonato da União Atlética Amadora (Amateur Athletic Union - AAU). A caminho de Paris para os Jogos, a delegação dos Estados Unidos fez uma parada na Inglaterra onde seus atletas participaram do Campeonato Amador Britânico de Atletismo e nele Sheldon venceu o arremesso de peso com novo recorde do torneio.
Em Paris 1900, Sheldon ganhou a medalha de ouro nesta prova, com um arremesso de 14,10 m, um recorde olímpico, tornando-se, aos 21 anos, o mais novo campeão olímpico desta modalidade nos Jogos até hoje. Dois norte-americanos se recusaram a participar da final da prova, um domingo, por motivos religiosos. Dos quatro americanos restantes, três dividiram entre si as medalhas de ouro, prata e bronze.
Além do ouro no peso, Sheldon também disputou o lançamento de disco. O maior problema da prova, disputado em pleno Bois de Bologne, era que a área de aterrissagem dos discos era uma tênue linha entre uma fileira de árvores e a maioria dos competidores jogou seus discos no meio das árvores. Nela, uma prova dominada pelos europeus, Shelton adicionou uma medalha de bronze à sua dourada.
Depois de abandonar o atletismo e se formar, ele passou a trabalhar na Cadillac Motor Co.